# 나오미 왓츠
나오미 엘런 왓츠(영어: Naomi Ellen Watts 나오미 엘런 와츠[*], 1968년 9월 28일 ~ )는 나오미 왓츠(영어: Naomi Watts 나오미 와츠[*])로 잘 알려진 잉글랜드의 배우, 영화 제작자이다. 그녀는 오스트레일리아의 드라마 영화 《블루 러브》(1986)으로 스크린 데뷔를 하였고, 오스트레일리아 TV 드라마 《헤이 데드!》(1990), 《그리스도의 신부》(1991), 《홈 앤 어웨이》(1991)와 성장 코미디 드라마 영화 《플러팅》(1991) 등에 출연했다. 미국으로 이주한 후, 왓츠는 《탱크 걸》(1995), 《일리언 4》(1996), 《베로니카: 사랑의 전설》등의 영화에 출연했으며, TV 시리즈 《슬립워커스》(1997-1998)에서 주연 역할을 맡았다.
배우로서 어려움을 겪은 몇 년 후, 왓츠는 데이비드 린치의 심리 스릴러 영화 《멀홀랜드 드라이브》(2001)로 주목을 받았다. 그 다음 해, 그녀는 성공을 거둔 동명의 일본 공포 영화를 리메이크한 《링》에서의 레이철 켈러 역할로 흥행 성공을 거뒀다. 그녀는 알레한드로 곤살레스 이냐리투 감독의 네오느와르 영화 《21그램》(2003)에서의 크리스티나 펙 역할로 미국 아카데미상과 미국 배우 조합상 영화부문 여우주연상 후보에 올랐다. 그녀의 다음 작품으로는 데이비드 O. 러셀 감독의 코미디 영화 《아이 하트 헉커비스》(2004), 《킹콩》의 2005년 리메이크작, 범죄 스릴러 영화 《이스턴 프라미스》(2007), 톰 티크베어 감독의 범죄 영화 《인터내셔널》(2009) 등이 있다. 그 후 왓츠는 전기 드라마 영화 《페어 게임》(2010)에서 밸러리 플레임 윌슨 역할, 클린트 이스트우드 감독의 전기 드라마 영화 《J. 에드가》(2011)에서의 헬렌 갠디 역할을 연기했다. 왓츠는 재난 영화 《더 임파서블》(2012)에서 주인공 마리아 베넷 역할로, 그녀는 두번째로 미국 아카데미상과 미국 배우 조합상 영화 부문 여우주연상과 골든글로브상 영화 드라마 부문 여우주연상 후보에 두 번째 지명되었다.
2002년에 왓츠는 피플에서 발표한 "50인의 가장 아름다운 인물"에 선정되었다. 2006년에 그녀는 AIDS 관련 문제에 대한 인식을 높이는 데 도움이 되는 HIV / AIDS 공동 유엔 프로그램의 친선 대사가 되었다. 그녀는 그 원인으로 여러 기금 모금 행사에 참여했으며, 그녀는 에이즈 레드 리본 어워드의 첫 회원으로 선출되었다.

## 성장 과정
왓츠는 1968년 9월 28일 잉글랜드 켄트주 쇼어햄에서 태어났다. 그녀는 골동품 딜러이자 의상 및 무대 디자이너인 어머니 머파뉘 에드워즈(결혼 전 성씨는 로버츠)와 핑크 플로이드와 함께 작업하기도 했던 로드 매니저 및 음향 편집자 피터 왓츠(1946-1976년 사망)의 딸이었다. 그녀의 어머니는 잉글랜드에서 태어났지만 한 살과 일곱 살 사이를 오스트레일리아에서 보냈다. 와츠의 외조부는 웨일즈인이고 외조모는 오스트레일리아인이다.
왓츠의 부모들은 그녀가 만 4살 때 이혼을 했다. 이혼 후 그녀와 한 살 터울의 오빠인 벤 왓츠는 어머니와 함께 사우스이스트잉글랜드로 가끔 건너왔다. 피터 왓츠는 1974년에 핑크 플로이드 활동을 관뒀으며, 그후 그와 머파뉘는 화해를 했다. 2년 뒤인 1976년 8월에 그는 노팅힐의 아파트에서 헤로인 과다복용 증상으로 숨진 채 발견되었다.
아버지의 사망 후, 그녀의 어머니는 가족들을 데리고 친정이 있는 노스웨일즈의 앵글시섬에 있는 마을들인 랜바이어푸흘귄기흘와 랑게프니의 흘란바우,로 이주하여 3년을 같이 산다. 이 시기에 그녀는 웨일즈어 학교인 어스골 거빈 흘란게브니에 다녔다. 그녀는 나중에 웨일즈 시절에 대해서 이야기 하길: "우리는 다른 이들이 영어 수업을 듣는 동안 학교에서 웨일즈어 수업을 들었어요. 우리가 이사를 가는 곳 마다, 저는 그 지역의 억양을 적응하고 익힐 수 있었어요. 이건 지금 배우인 저에게 있어서 확실히 대단한 것이죠. 하지만 제 학창 시절에는 충분히 슬픈 일들이 많았지만 그래도 사랑이 부족하진 않았어요.” 1978년 그녀의 어머니는 재혼 (이후 그녀는 다시 이혼을 함)을 했고 그후 왓츠와 그녀의 오빠는 서퍽으로 이주를 하여, 그곳에서 그녀는 토머스 밀스 고등학교를 다녔다. 왓츠는 그녀의 어머니가 한 무대에서 연기와 1980년 영화 《페임》을 보고 배우가 되길 원했다고 말했다.
왓츠가 14살이던 1982년에 그녀는 어머니, 오빠, 새아버지와 함께 오스트레일리아 시드니로 이주했다. 머파뉘는 텔레비전 광고 스타일리스트로 활동하며 당시 급성장하는 영화 산업에서 경력을 이뤘고, 그 후 의상 디자이너로 전향하며, 궁극적으로는 오스트레일리아의 연속극 《리턴 두 에덴》에서도 작업을 했다. 이민 이후, 왓츠는 어머니에 의해 연기 수업을 등록했고; 여러 텔레비전 광고 오디션을 봤으며, 이때 그녀는 배우 니콜 키드먼을 만나 친구가 되었다. 왓츠는 크리스티나 스테드의 동명의 소설을 원작으로 하고, 마거릿 핑크가 제작을 한 1986년 드라마 영화 《포 러브 얼론》에서 첫 배역을 얻었다.
오스트레일리아에서 왓츠는 모스먼 고등학교와 노스시드니 여자 고등학교에 다녔다. 그녀는 학교를 졸업하지 못 했고, 그뒤 신문 배달, 음화 편집, 시드니의 번화가 노스쇼어의 가게 관리일을 했다.
그녀는 18살 때 모델이 되기로 결심했다. 그녀는 자신을 일본으로 보낸 모델 에이전시와 계약을 했지만, 몇몇 오디션에서 떨어진 후, 시드니로 돌아왔다. 그곳이서 그녀는 백화점의 광고 업무로 고용되었는데, 이것이 그녀를 보조 패션 에디터로 고용한 잡지사 Follow Me의 오디션에 노출시켰다. 한 드라마 작업장에 참석하라는 우연한 권고는 왓츠가 직업을 관두고 연기라는 열망을 쫓도록 자극하였다.
국적에 대해서 그녀는 이렇게 언급하였다. "저는 저 스스로를 영국인이라 여기고 있고 영국에서 좋은 기억들을 가지고 있습니다. 저는 잉글랜드와 웨일즈에서 제 인생의 14년을 보냈고 절대 떠나길 원하지 않았습니다. 제가 오스트레일리아에 있을 때도 잉글랜드로 많이 돌아갔습니다.” 그녀는 오스트레일리아와의 관계를 표현하기도 했다 “저는 제가 오스트레일리아와 매우 연결되어 있다고 여깁니다, 실제로도 사람들이 고향이 어디냐고 물으면 저는 오스트레일리아라고 말합니다. 그곳에 제 가장 활발한 기억들이 있거든요."

## 경력

### 1986–2000: 초기 작품과 어려운 시기
왓츠는 텔레비전에서 경력을 시작했으며, 텔레비전 광고의 잠깐 동안 등장했다. 1930년대를 배경으로 하고 크리스티나 스테드의 1945년의 동명의 베스트셀러 소설을 원작으로 한 영화 《포 러브 얼론》에서 그녀는 스크린 데뷔를 했다. 그런 다음 그녀는 1990년에 《헤이 데드!》의 네번째 시즌에서 두 개의 에피소드에 출연했다. 영화 작품들로부터 5년의 공백 이후, 왓츠는 그녀의 친구인 니콜 키드먼의 영화 《죽음의 항해》의 1989년 시사회에서 존 듀이건 감독을 만났고 그는 그의 1991년 독립 영화 《플러팅》에 조연 역을 주기 위해 그녀를 초대했다. 이 영화는 비평적 성공을 거뒀고 로버 이버트가 선정한 1992년 최고의 영화 10개 중에 이름을 올렸다. 1991년에 또한 그녀는 TV 미니시리즈인 《그리스도의 신부》에서 시드니 가톨릭 학교에서 친구를 사귀는데 어려움을 겪는 소녀 프랜시스 헤퍼넌 역할과 연속극 《홈 앤 어웨이》에서 장애를 가진 줄리 깁슨이라는 조연으로 출연했다. 왓츠는 드라마 《어 카운티 프렉티스》 출연 제안을 받았으나 “2년이나 3년 연속극에 잡혀 있는 것”을 원하지 않아 거절했으며, 이 결정을 그녀는 “순진”했다고 하였다.
왓츠는 1년간 여행을 떠나, 로스엔젤레스를 방문하여 키드먼을 통해 에이전트들을 소개받았다. 고무된 왓츠는 자신의 경력을 더 추구하기 위해 미국으로 가기로 결정했다. 1993년 그녀는 존 굿먼 감독의 《마티니》에서 작은 배역을 가졌고 듀이건의 다른 영화 《카리브해의 정사》, 드라마 영화 《커스토디언》, 자신을 강간한 교사 중 한 명을 고소한 학생 역할로서 그녀의 첫 주연 역할을 가진 《그로스 미스컨덕트》등 세 편의 오스트레일리아 영화에 출연하기 위해 잠시 귀국했다. 그후 그녀는 미국으로 돌아갔지만 그녀를 고용하려는 에이전트, 제작자, 감독을 구하는데 어려움을 겪었으며 이 시기는 그녀의 노력을 좌절시켰다. 그녀의 재정 상황이 그녀가 영화 산업에서 직업을 구하지 못 하게 했으며, 그녀는 아파트 임대비를 내지 못 하고 의료 보험을 상실하는 등의 경험을 했다. "처음엔 모든 것이 환상적이었고 모든 문이 저에게 열려 있었어요. 하지만 니콜 [키드먼]을 통해 만나 저를 모질게 한 몇몇 사람들은 우리가 다시 만났을 때, 제 이름을 기억하는 것을 어려워했어요. 많은 약속들이 있었지만, 실제로 이뤄진 건 없었죠. 저는 돈을 다 써버렸고 꽤나 쓸쓸하게 되었지만, 니콜이 저와 함께 해주었고 계속 해나가는 데 격려를 해줬어요.”
제가 미국에 왔을 때 그곳에는 약속한 좋은 작품들이 많았고 이곳에서 일이 잘 풀렸다라는 생각을 했어요. 저는 잘나갔어요. 그때 저는 오스트레일리아로 돌아가서 하나 또는 두 개 이상의 작업을 했어요. 헐리우드에 돌아왔을 때, 이전에 너무나 격려해주던 모든 사람들이 관심을 가져주지 않았아요. 여러분들은 잘 알지 못하는 사람들의 아첨을 신중히 들어야 해요. 저는 근본부터 다시 전부 시작해야만 했어요. 저는 오디션 없이 몇몇 일들을 제안받았지만, 그들은 너무나도 귀찮았기에 저에게 대본 페이지조차도 보내주지도 않았어요. 저는 끔직히도 거지 같은 세 장의 대본을 얻으러 밸리로 몇 시간을 운전해야 했고, 돌아갔다가 다음 날에 간신히 눈 마주침을 주는 캐스팅 감독을 만나기 위해 두 시간을 줄을 섰어요. 굴욕이었어요.
–초기 어려움에 대한 왓츠의 인터뷰

그녀는 9번의 오디션 끝에 “제트 걸”이라는 배역을 얻어내며, 미래를 주제로하는 1995년 영화 《탱크 걸》에서 조연 역할을 가졌다. 영화는 컬트 고전 영화의 예시가 되었음에도, 상반된 평가와 박스 오피스에서 실패를 겪었다. 90년대 나머지 해 동안에 그녀는 영화에서 주로 조연 역할을 가졌고 가끔은 영화 업계를 떠날 것을 고려했으나 하지만: “항상 작은 배역들이었어요. 언제나 저는 무언가가 찾아올 동아줄 끝에 있다고 느꼈어요. 나쁜 것들 말이에요. 하지만 저에게 “일이 일을 불렀고” 그것이 제 모토였어요.” 1996년에 그녀는 존 멘테이냐, 켈리 린치, J.T. 월시와 함께 조지 히켄루퍼 감독의 액션 스릴러 영화 《퍼슨 언노운》에 출연했고, 제임스 얼 존스, 케빈 킬너, 엘런 버스틴과 함께 시대물 드라마 영화 타임피스에 출연했고, 텔레비전 파일럿 프로그램 《버뮤다 트라이앵글》에서 버뮤다 삼각지에서 사라진 전직 다큐멘터리 영화 제작자 역할을 연기했고, 작은 마을의 어린이들이 부당하게 살해당한 어린이 선지자의 지배하에 놓이게되는 《일리언 4》에서 주연 역할을 가졌다.
1997년에 그녀는 오스트레일리아의 앙상블 드라마 로맨틱 영화 [언더 더 라이트하우스 댄싱》에 잭 톰슨, 재클린 매켄지와 함께 출연했다. 그녀는 잠시 방영한 드라마 《슬립워커스》에 주연 배역을 연기했다. 1998년에 그녀는 닐 패트릭 해리스, 데비 레이놀즈와 함께 텔레비전 영화 《크리스마스 위시》에 출연했고, 《베로니카: 사랑의 전설》에서 줄리아 데 레체라는 조연 역할을 연기했으며, 《꼬마 돼지 베이브 2》에서 추가 된 몇몇 목소리 역할을 제공했다. 그녀는 2012년 인터뷰에서 말하길 “그건 제 이력서에 있어서는 안돼요! 제가 기억하기엔 초창기였을때인데, 그때 저는 제 이력서를 늘리려고 노력하는 중이었요. 저는 이 작업에 참여하여 이틀간 해설 역할을 했고 우리는 [헬륨] 가스를 마셔야했고 그리고 나서 작은 쥐의 목소리를 했어요. 하지만 저는 백명 중의 한 명이었기에, 제 목소리를 확인할 수 없을 거라고 확신해요. 아마도 저조차도 말이죠.” 1999년에 그녀는 로맨틱 코미디 영화 《스트레인지 플래닛》의 엘리스 역할과 텍사스 학생 홀리 매덕스를 살해한 혐의로 기소된 아이라 에인혼을 체포하기 위한 실화 과정을 바탕으로 한 《헌트 포 더 유니콘 킬러》의 매덕스 역할을 연기했다. 2000년에 데이비드 린치가 《멀홀랜드 드라이브》의 거부된 파일럿을 영화로 확장하려는 시도를 하는 동안에, 왓츠는 쉐리던 레 퍼뉴의 동명의 소설을 각색한 BBC의 텔레비전 영화 《위번 미스터리》에 데릭 재커비, 잭 데븐포트, 이언 글렌과 함께 출연했으며, 이 영화는 같은 해 3월에 방영됐다.
그녀의 초기 경력의 상당 부분이 캐스팅에서 아깝게 놓친 작품들로 가득하며, 그녀가 주연으로 고려되었던 영화들에는 1997년의 《포스트맨》과 《데블스 에드버킷》, 2000년의 《미트 페어런츠》등이 있었으나 결국에는 다른 배우에게 넘어갔다. 2012년 인터뷰에서 왓츠가 말하길 “저는 뉴욕에 와서 《미트 페어런츠》의 오디션을 최소한 다섯 번을 봤어요. 제 생각에는 감독은 저를 맘에 들어했지만 스튜디오가 그러질 않은 거 같아요. 저는 당신이 상상해봤을 모든 피드백들을 들었어요, 이 경우에는 ‘충분히 섹시하지 않다’였죠.” 왓츠는 2002년 인터뷰에서 그녀 초기 경력을 회상하고, 말하길 “거친 동네에요. 제 정신이 한대 맞았던거 같아요. 가장 고통스러웠던 건 끝없는 오디션이었어요. 아시다시피 보여줄 것이 있어야 하는데, 보여줄 것이 없었고, 너무나 좌절감을 주었어요. 무명이면 안 좋은 취급을 받죠. 저는 제가 생각지도 않던 것들을 오디션을 보고 기다렸어요, 저는 일이 필요했고, 터무니 없이 구린 것들을 받아들여만 했어요.” 왓츠는 마이즈너 테크닉에서 교육을 받았다.

### 2001–02년: 멀홀랜드 드라이브의 성공

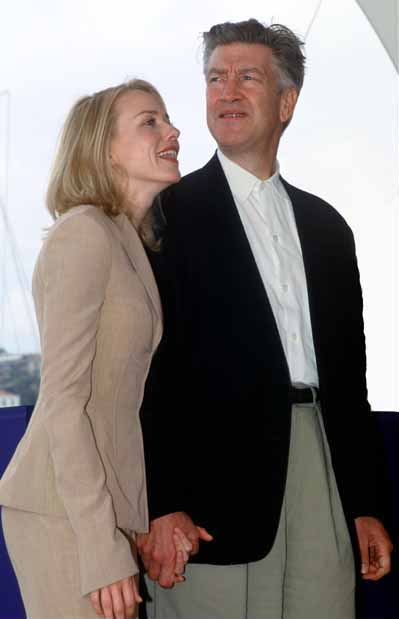
2001년 칸 영화제에서 왓츠와 영화 감독 데이비드 린치

1999년에 데이비드 린치 감독은 그의 심리 스릴러 영화 《멀홀랜드 드라이브》의 캐스팅을 시작했다. 그는 왓츠의 이전 출연 작품들을 하나도 보지 않은 채 그녀의 얼굴 사진을 본 다음 그녀와 인터뷰를 한 후, 주연 역할을 제안하였다. 린치는 나중에 그녀를 택한 것에 말하길 “저는 제가 굉장한 재능이라고 느낀 누군가를 보았고, 저는 아름다운 영혼과 많은 다른 배역들을 할 수 있는 지적 능력을 가진 누군가를 보았습니다. 그러니 엄청난 완전체였습니다. ”텔레비전 드라마의 파일럿으로 생각하던 린치는 1999년에 상당 부분을 촬영했고, 이후 드라마를 위해 열린 결말로서 계획을 잡았었다. 하지만 이 파일럿은 거부됐다. 왓츠는 이 당시를 떠올리길 “뜻밖의 행운이죠. 빛을 보지 못 한 유일한 데이비드 린치의 프로그램에 제가 있다는 거요.” 대신에 린치는 2000년 10월에 마지막 장면을 촬영했고, 배급을 위해 편집을 하여 장편 영화로 바꾸었다.
로라 해링과 저스틴 서룩스 역시도 출연한 이 영화는 비평가들로부터 최고의 극찬을 받았고 왓츠는 스타로 발돋움 했다. 그녀는 “왓츠의 얼굴은 활기넘치는 얼굴의 아름다움에서 광적인 추악한 눈물의 모습으로 기적적으로 변했다”라고 한 가디언의 피터 브래드쇼와 “... 뛰어난 연기를 펼친 나오미 왓츠는 헐리우드에서 크게 성공할 것이라는 가득한 포부를 지닌 젊고, 큰 눈과 터무니없이 활발한 금발여인이다.”라고 쓴 에마누엘 레비 등의 비평가들로부터 극찬을 받았다. 이 영화는 2001년 칸 국제 영화제에서 첫 상영하였고 왓츠의 전미 비평가 협회 여우주연상 수상과 미국 영화 연구소 여우주연상 후보 지명등 많은 상과 지명을 받았다. 이 초현실주의적 영화는 왓츠가 연기한 큰 포부를 가진 배우 베티 엘름스는 수위가 강한 레즈비언 주제로 논란을 불러일으켰다.
2001년에 또한 그녀는 《데이터 앤 액트레스》, 《앨리 파커》라는 두 편의 단편 영화와 딕 마스 감독의 1983년 영화 《리프트》를 리메이크한 공포 영화 《다운》에 출연했다. 2002년에는 그 해 최고의 박스오피스 흥행작 중 하나이자 일본의 공포 영화 《링》의 영어 버전 리메이크작 《링》에 출연했다. 고어 버빈스키가 연출한 이 영화에는 마틴 핸더슨, 브라이언 콕스 등이 출연했으며, 좋은 평가를 받았고 미국내 수익 1억 2,900만 달러의 수익을 거둬들였다. 왓츠는 기이한 비디오테이프를 보고, 7일안에 사망할 것이라는걸 알리는 전화를 받은 후, 기이한 죽음을 맞이한 조카와 다른 10대들을 조사하는 언론인 레이철 켈러를 연기했다. 그녀의 연기는 “주연의 연기는 완벽했고, 《멀홀랜드 드라이버》에서의 훌륭한 연기가 우연한 것이 아니였음을 증명했다. 그녀는 비디오테이프의 치명적인 힘에 대한 사실의 의심과 늦은 깨달음 사이의 완벽한 균형을 이뤘다.”라고 한 CNN.com의 폴 클린튼을 포함한 비평가들의 칭찬을 받았다. 그 해에 그녀는 데이비드 린치가 연출한 단편 영화 시리즈 《레비츠》, 다른 영국의 유명 배우들과 함께 《플롯 위드 어 뷰》에, 팀 데일리와 함께 서부극 영화 《아웃사이더》에 출연했다.

### 2003-2007: 꾸준한 성공
| “ | 당신은 왜 제가 배우로서 왜 여기 왔는지 알아야 할 거에요... 저는 제 일과 문제가 무엇인지 그리고 제 자신의 본모습을 알아내기 위해 여기에 왔어요, 그래서 아마도 그것을 좀 더 잘 표현하는 이러한 등장인물들에 대해 파헤쳐 봄으로써... 저는 제 자신을 알게 되거든요. 다시 말해서, 물론 전 자신에 대해 잘 알지만 여정과 탐색은 계속 할 거에요, 왜냐면 아마도 우린 항상 발전하며 성장하고 있으니까요. | ” |

다음 해에 그녀는 그리거 조던 감독의 오스트레일리아 영화 《네드 켈리》에서 히스 레저, 올랜도 블룸, 제프리 러쉬의 상대 역할인 줄리아 쿡을 연기했고, 뿐만 아니라 머천트 아이보리 감독의 영화 《프렌치 아메리칸》에서 남편 샤를앙리 드 페르상에게 임신한체 버림받고 시인 록센 드 페르상을 연기했다. 록센과 그녀의 자매 이자벨 (케이트 허드슨 분)은 샤를앙리의 연인 가족과 조르주 드 라 투르의 그림 소유권을 두고 다툰다. 엔터테인먼트 위클리는 이 영화에 평점 "C"를 주었고 왓츠의 연기를 애석하게 여겼다: "저는 허드슨과 왓츠가 자매로서의 케미가 없다는 걸을 전하며 실망했으며, 그것은 아마 왓츠가 그녀가 연기하기로 한 버림받은 예술가처럼 전혀 보이지 않았기 때문인 이유 같다".
반대로 알레한드로 곤살레스 이냐리투의 2003년 영화 《21그램》에서 숀 펜과 베니치오 델 토로의 상대역으로서의 연기는 왓츠를 이후 그 해의 미국 아카데미상 여우주연상 후보에 오르게 했다. 비선형 이야기 구조로 전개되는 이 영화에서 그녀는 잭 조던(베니치오 델 토로 분)에 의해 남편과 두 아이가 살해당하고 비탄에 빠진 후, 위독한 수학자 폴 리버스(숀 펜 분)과 연인 관계에 빠지는 여성 크리스티나 펙을 연기했다. 그녀는 아카데미 여우주연상 지명에 대해서 말하길 “너무나 설득력 없던 것이던 제가 꿈꿔왔던 그 이상이에요”. 그녀는 이외에도 미국 배우 조합상 여우주연상 후보로 지명되기도 했다. 뉴욕 타임즈는 “왓츠의 매번 연기의 재해석으로 인해서, 우리는 그녀가 얼마나 훌륭한 가를 쉽게 잊고는 한다. 그녀는 일부 여배우들이 가끔 펜씨에게 뒤쳐지지 않는 지나친 강조의 부족함에서 나오는 대담함을 지녔다.” 샌프란시스코 크로니클은 “왓츠는 놀라웠지만, 섬세함 감정을 요구하는 장면보다 극도의 감정들의 장면들이 훨씬 낫다”고 썼다.
그 후 그녀는 마크 러팔로와 함께 두 부부의 위험을 묘사한 앤드리 듀버스의 단편 소설 우린 어디에도 살지 않는다와 간통을 바탕으로 한 2004년 독립 영화 《우린 어디에도 살지 않는다》에 출연했다. 그녀는 1974년을 무대로 한 《대통령을 죽여라》에서 숀 펜과 다시 뭉쳤다. 그녀는 장차 대통령 암살범이 될 펜이 분한 새뮤얼 비크의 아내 마리 앤더슨 비크 역할을 연기했다. 2004년에는 주드 로, 더스틴 호프먼와 데이비드 O. 러셀 감독의 앙상블 코미디 영화 《아이 하트 헉커비스》에 출연했다. 왓츠는 다음작으로 헐리우드에서 오스트레일리아 출신 여배우의 어려움을 묘사한 감독/각본가 스콧 코피의 준자서전적 드라마 영화 엘리 파커에 출연 및 공동 제작을 했다. 이 영화는 2001년 선댄스 영화제에서 단편 영화로 상영되며 시작되었고 그 후로부터 4년의 제작 기간을 넘기며 장편 영화로서 확장되었다. 영화 비평가 로저 이버트는 왓츠의 연기를 칭찬했다: ‘그 배역은 왓츠가 용기, 두려움을 모르는 관찰력을 가지고 연기했으며, 감각에 대한 재능이 너무나 뛰어나, 이걸 통해 더 나아갈 수 있다.”

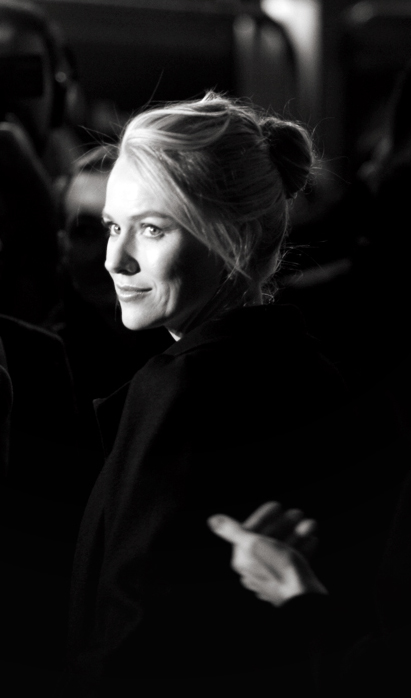
2007년 《이스턴 프라미스》의 런던 시사회에서 모습.

왓츠는 《링》의 후속작 《링 2》에 주연 역으로 돌아왔다. 그 영화는 몇몇 부정적인 평가를 받았지만, 월드와이드 수익 1억 6,100만 달러를 벌어들이며 박스오피스 성공을 거뒀고 왓츠는 영화에서의 연기로 다시 한번 극찬을 받았다. 그 해 그녀의 세번째 작품은 마르크 포르스터 감독의 심리 스릴러 영화 《스테이》였다. 데이비드 베니오프가 각본을 쓴 이 영화에는 유언 맥그리거, 라이언 고슬링, 밥 호스킨스등이 출연했다. 그후 왓츠는 《킹콩》의 2005년 리메이크작에 앤 대로우 역할로 출연했다. 왓츠는 원작에서 페이 레이가 연기한 그 배역에 다른 배우들을 고려하지 않고 그 배역의 첫번째 선택이었다. 이 배역의 준비로서, 왓츠는 카메오 출연을 하고 최종 대사에 대해 대화를 나눈 레이를 만났지만, 그녀는 96세의 나이에 사전 제작 기간에 사망했다. 《킹콩》은 왓츠의 상업적으로 가장 성공적인 영화임을 입증하였다.《반지의 제왕》 시리즈의 감독 피터 잭슨이 감독을 맡은 이 영화는 최고의 극찬을 받았고 월드와이드 수익 5억 5천만 달러를 벌었다. 시애틀 포스트인텔리젠서는 그녀의 연기를 칭찬했다: “세번째 연출작은 오스카상으로 고려될만큼의 왓츠가 날카로움과 열렬함을 갖고 절묘하게 표현하여 본래 원작 영화 제작자가 상상한 것보다 훨씬 가극적이고 비극적인 음울한 “미녀와 야수” 우화가 되었다.”
그녀의 차기작은 에드워드 노튼, 리브 슈라이버와 같이 출연한 《페인티드 베일》이었다. 왓츠는 의사이자 세균학자라는 월터 페인 (노튼)의 평판을 보고 결혼한 변호사의 딸인 키티 가스틴 역할을 연기했다. 영화는 페인이 전염병 연구를 위해 머문 중국으로 옮긴 당시의 부부를 중점으로 하고 있다. 원작의 그레타 가르보가 연기한 그녀의 배역과 비교하여, 샌프란시스코 크로니클은 “왓츠는 자신의 관점으로 그 배역을 해냈다 - 그녀의 키티는 더욱 자포자기적이고, 더욱 어리석으며, 더욱 불쌍하고, 더욱 주도적이다... 그녀의 정신적 여정은 더욱 크다.”라고 썼다. 왓츠는 데이비드 린치 감독의 심리 스릴러 영화 《인랜드 엠파이어》에서 수지 래빗의 목소리 역할을 수행했다. 그 해에 왓츠는 보석 세공인 데이비드 율만의 새로운 모델임이 알려졌고 2007년 피렐리 캘린더에도 등장했다.
그녀는 그 뒤에 비고 모텐슨과 같이 데이비드 크로넨버그 감독의 범죄 스릴러 영화 《이스턴 프라미스》에 출연했으며, 이 영화는 2007년 토론토 국제 영화제에서 첫 상영을 했고, 비평적 극찬을 받았다. 이 영화에서 왓츠는 비평가들로부터 긍정적인 피드백을 이끌어냈다; 슬레이트 잡지사는 영화 리뷰에서 그녀를 이렇게 평했다 “과한 호기심을 가진 조산사 안나에게 상처 투성이의 빛이 안겨졌다. 조금은 단조로운 장면일지라도, 그녀의 오랜 전문적인 요소이자, 혼란스러운 도덕상의 괴롭힘의 본질이다". 《이스턴 프라미스》는 월드와이드 수익 5,600만 달러를 벌어들였다.
그녀는 미하엘 하네케의 1997년 동명의 작품을 리메이크한 하네케의 《퍼니 게임》에 팀 로스와 같이 출연했고, 이 영화는 런던 영화제에서 공개되었다. 영국의 데일리 텔레그래프에 따르면 그가 왓츠를 캐스팅 할 수 있다는 조건으로 리메이크를 받아들였다고 한다. 영화에서 그녀는 남편과 아들이 사이코패스 십대들에게 인질로 잡혀있는 앤 파버 역할을 연기했다. 왓츠는 제작자 역할을 하기도 했는데, 이 업무는 “일을 자극하고 모든 창조적인 결정들에 참여하는 방안”으로서 그녀를 위한 것이었다. 이 영화는 상반된 평가를 발생시켰고 미국에서 제한 상영으로 제작비 1,500만 달러 중에 700만 달러를 벌어들였다. 뉴스위크는 왓츠를 “영웅적 확신을 가지고 육체적으로 까다로운 역할에 자신을 몰아넣었다”고 생각했다. 엣 더 무비스의 데이비드 스트레이튼은 그녀에 대해 “평소처럼 뛰어났다”라고 결론 지었다. 반면 뉴욕 데일리 뉴스은 등장 장면 대다수가 반나체로 나오는 그녀의 배역을 비판했고, “착취에 대한 정당함을 만들어내는 몹시 괴상한 방식”이라 여겼다.

### 2009–14년: 전기물과 아트하우스 영화
두 아이의 출산으로 짧은 중단기를 가진 후, 왓츠는 정치 스릴러 영화 《인터내셔널》에 클라이브 오웬과 함께 출연하며, 2009년에 연기에 복귀했다. 그녀는 머천트 뱅크를 습격하려는 인터폴 요원의 파트너인 맨하튼의 보조 지방 검사를 연기했다. 영화는 비평가들로부터 긍정적인 평가를 받았고 월드와이드 수익 6천만 달러를 벌었다. 같은 해 그녀는 《마더 앤 차일드》에 출연했고, 토론토 국제 영화제에서 첫 공개되었다. 그녀는 친어머니를 본 적 없는 변호사 엘리자베스 역할을 연기했다. 왓츠는 그 영화에 아네트 베닝, 케리 워싱턴, 새뮤얼 L. 잭슨 등과 공동 출연했다. 마더 앤 차일드는 뷰런던이 왓츠에 대해 “냉정해지는 걸 두려워하지 않는 강렬한 연기를 전달한 엘리자베스 역할은 대단했다.”라고 촌평과 함께 대체적으로 호의적인 평가를 받았다. 그녀는 오스트레일리아 영화 협회상에서 여우주연상 후보에 올랐고 또한 인디펜던트 스피릿 어워드에서 여우조연상 부문에 오르기도 했다.
그녀의 다음 작품은 우디 앨런 감독의 드라마 영화 《환상의 그대》로, 2010년 칸 영화제에서 공개됐다. 그녀는 작가 로이 (조쉬 브롤린 분)와 불편한 결혼 생활을 겪는 여인 샐리 역할을 연기했다. 안토니오 반데라스, 프리다 핀토, 루시 펀치, 앤서니 홉킨스 등도 출연한 이 영화는 비평가들로부터 상반된 평가를 받았고 2,600만 달러 수익을 냈다. 2010년 말에 전기 스릴러 영화 《페어 게임》에 밸러리 플레임 역할로 출연했고, 미국에서 11월에 극장 개봉하였다. 플레임의 회고록 공정 게임: 공작원으로서의 내 생활, 백악관으로부터의 배신을 바탕으로 한 이 영화는 《21 그램》, 《대통령을 죽여라》 이후 숀 펜과 왓츠가 세번째로 호흡을 맞춘 작품이기도 하다. 영화는 비평가들로부터 호평을 받았고 왓츠는 새틀라이트상 여우주연상 후보에 올랐다.

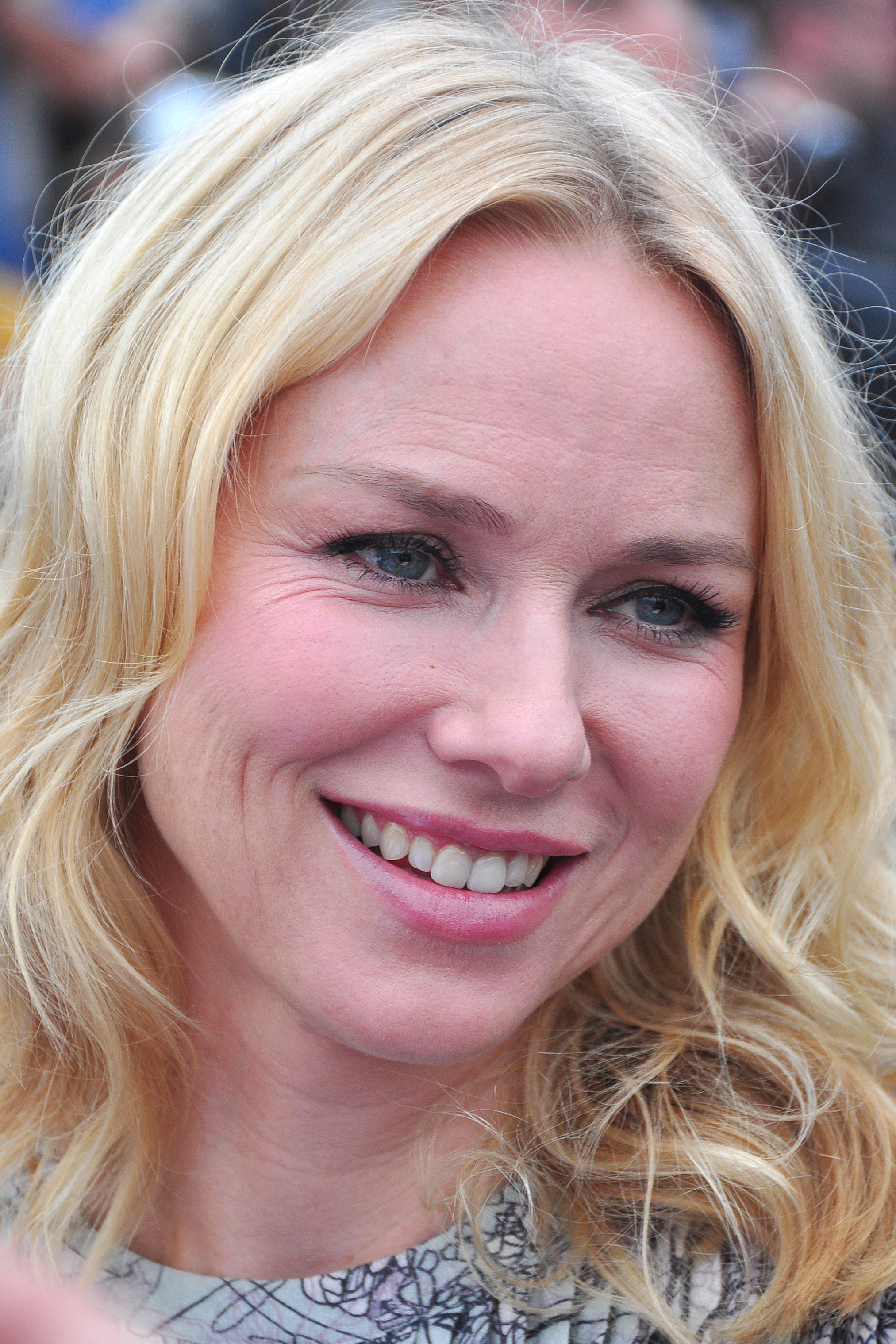
2011년 도빌 미국 영화제에서 왓츠

왓츠는 2011년 9월에 개봉한 짐 쉐리던 감독의 심리 스릴러 영화 《드림 하우스》에 대니얼 크레이그와 레이철 바이스의 상대 역할로 출연했으며, 비평적, 상업적으로도 낙제점을 받았다. 왓츠의 다음작에서의 배역은 클린트 이스트우드 감독의 전기 영화 《J. 에드가》에서 레오나르도 디카프리오와 함께 주인공을 맡앆다. 왓츠는 에드가의 비서 헬렌 갠디 역할을 연기했다. 영화는 2011년 12월에 개봉했고 보통의 평가를 받았다. 왓츠의 연기에 대하여 할리우드 리포터는 “확고한 충성심 너머로 더 표현할 기회가 거의 없었다”라고 평했고 반면 로스엔젤레스 타임스는 그녀를 “유능하다”라고 칭하며, 여배우로서 “보람없는 배역”이라고 그녀의 배역을 평했다.
왓츠는 마리아 벨론과 그녀의 가족들이 2004년 인도양 지진해일 당시에 겪은 실화를 바탕으로 한 재난 드라마 영화 《더 임파서블》에 출연하여, 마리아 베넷으로 이름을 바꾼 주연 역할을 연기했다. 이 영화와 왓츠의 연기에 대한 비평가들의 반응은 만장일치로 긍정적이었다. 할리우드 리포터의 데보라 영은 “왓츠가 학대받고, 약해진 마리아의 고통의 눈물과 거짓되거나 이상화되어 나타나지 않은 공포로 감정의 거대한 물결을 채워넣었다.”고 말했다. 버라이어티의 저스틴 챙은 “왓츠는 육체적, 감정적 극한을 전달하는데 약간의 공통점을 지녔고, 주로 고통스러워 하는 역할을 다시 보여준다.”라고 언급했다. 가디언의 데이먼 와이즈는 “왓츠의 배역은 용감하면서 상처받기 쉬우며, 어린 루커스와 함께하는 장면들이 이 영화의 명장면이다.”라고 말했다. 왓츠는 미국 아카데미상, 골든 글로브상, 미국 배우 조합상 등의 여우주연상 후보에 올랐다.
오스트레일리아의 드라마 영화 《투 마더스》에서, 왓츠는 로빈 라이트와 공동 출연했으며, 어린 시절부터의 절친이 서로의 아들에게 사랑에 빠지는 연기를 했다. 이 영화는 본래 제목인 Adoration이 아닌 Two Mothers로 2013년 선댄스 영화제에서 첫 공개되었고, 이후 제한 상영으로 개봉됐다. 비평가들로부터 엇갈린 피드백을 받았으며, 비평가들은 왓츠와 공동 출연자 라이트에 대해 “그들의 모든 것을 해냈지만, 《투 마더스》의 보잘것 없고, 당황스러운 플롯을 신빙성 있게 충분히 만들 수 없었다”라고 결론지었다. 그녀는 2014년에 해당 배역으로 오스트레일리아 영화 비평가 협회 여우주연상을 수상했다. 그녀의 다음 개봉 작품은 14개의 다른 스토리 라인을 담고 있는 각각의 스토리 라인들이 다른 감독들이 연출하는 독립 옴니버스 블랙 코미디 영화 《무비 43》이다. "Homeschooled"라는 제목의 왓츠 출연 부분은 윌 그레이엄이 연출했으며, 아들의 고등학교 생활 전체를 모사해주려 시도하는 두 헌신적인 부모 (왓츠와 리브 슈라이버)의 내용을 담고 있다. 이 작품은 2006년 드라마 영화 《페인티드 베일》 이후 왓츠와 슈바이버의 합작이다. 이 영화는 리처드 로퍼가 “형편없는 《시민 케인》”이라고 부른 것과 함께 비평가들에게서 전부 혹평을 받았다.
그녀는 어려움을 겪는 노동자 계급 부부에 대한 독립 드라마 영화 로리 콜리어 감독의 《선라이트 주니어》에서 맷 딜런의 상대 역할로 출연했다. 이 영화는 제13회 트라이베카 영화제에서 첫 공개되었고, 2013년 11월 미국에서 제한 상영을 했다. 비평가들은 영화에 온화한 반응을 주었고 왓츠와 딜리언을 극찬한 샌프란시스코 크로니클은 그들을 “그들 분야 최고 점에 있는 경이로운 배우들이 여기에 있다 [...] 뛰어난 케미를 보여주었다”라고 평했다. 2013년에 또한 그녀는 웨일스 공작부인 다이애나의 생애 마지막 2년에 관한 전기 영화인 올리버 히르비겔 감독의 《다이애나》에서 타이틀 롤 역할을 연기했다. 영화의 주제로 인해 많은 논쟁 속에 개봉한 이 영화는 박스오피스 봄이었고 관객과 비평가에게서 널리 나쁜 평가를 받았다. 제임스 버러더넬리는 이 영화가 “지루하고, 적절지 못한” 결과물이 되었다고 결론지었고 반면 왓츠에 대해서는 “다이애나의 느낌과 생김새를 나타내는 적절한 작업”이라 했고 그녀의 연기에 대해서는 “평면적인 재해석”라고 촌평했다.
알레한드로 곤살레스 이냐리투 감독의 2014년 다크 코미디 영화 《버드맨》에서 왓츠는 에드워드 노튼의 연인 레슬리 역할을 연기했다. 브로드웨이 연극에 오르는데 어려움을 겪는 한물간 헐리우드 배우 (마이클 키튼 분)를 다룬 이 영화는 제71회 베네치아 국제 영화제에서 공개되었고 폭넓은 비평적 호평을 발생시키며, 그 해 10월 극장에서 개봉됐다. 시네마블렌드는 왓츠와 노튼이 “서로 싸우는" 연인들처럼 “강렬한 케미”를 공유했다고 느꼈고, 샌프란시스코 크로니클은 그녀의 배역으로 “통렬하고 우스운” 여성이 되었다고 했다. 《버드맨》은 작품상을 포함하여 제87회 아카데미상에서 네 개의 상을 수상했고, 왓츠와 다른 출연진들은 미국 배우 조합상에서 영화 부문 캐스팅상을 수상했다.
왓츠는 코미디 드라마 영화 《세인트 빈센트》에 러시아인 매춘부 역할로 출연했다. 그녀는 6주 간 웨스트빌리지의 스파에서 러시아 여성과 함께 시간을 보내며 러시아어 억양을 배웠다. 빌 머리와 멀리사 매카시가 공동 출연한 이 영화는 2014년 제39회 토론토 국제 영화제에서 상영되었고 《버드맨》에 한 주 앞선 2014년 10월 10일에 극장 개봉했다. 이 드라마 영화는 로스엔젤레스 타임이 왓츠의 배역에 대해 “배역의 터무니 없는 행위로 일부 비평가들을 방해했지만”, “너무나 많은 칭찬을 얻었다”라고 한 것을 제외하면 전체적으로 긍정적 평가를 받았다. 왓츠는 이후 미국 배우 조합상 영화 부문 여우조연상 후보로 지명되었다. 코미디 드라마 영화 《위아영》에서, 왓츠는 20대 시절에 커플로 많은 세월을 보냈던 뉴욕을 기반으로 한 부부로서 벤 스틸러와 같이 출연했다. 《세인트 빈센트》처럼 《위아영》도 2014년 토론토 국제 영화제에서 상영했고, 다음 해 미국에서 개봉했다. 이 영화는 아트하우스 성공작이었고 왓츠는 스크린에서 스틸러와의 케미로 많은 극찬을 받았다.

### 2015년–현재: 영화와 텔레비전 균형

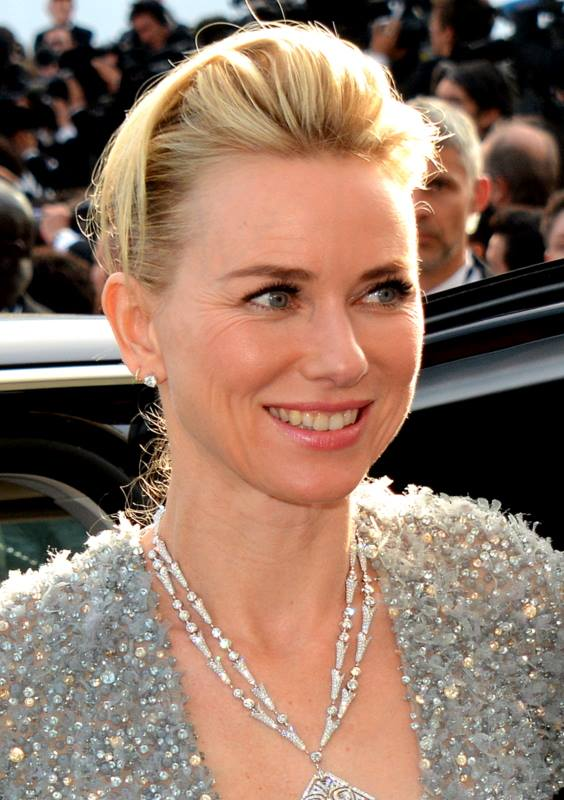
2015년 칸 영화제에서 왓츠

왓츠는 베로니카 로스의 동명의 청소년 소설을 원작으로 하는 다이버전트 시리즈의 두번째 영화 《인서전트》에 반란군 지도자 이블린 존슨 이튼 역할을 연기했다. 상반된 평가에도 불구하고, 영화는 월드와이드 2억 7,450만 달러를 벌어들이며 상업적 성공을 거뒀다. 왓츠는 2016년 3월 18일에 개봉한 다이버전트 시리즈의 세번째 영화 《다이버전트 시리즈: 얼리전트》에 같은 역할로 재출연했고, 영화는 부정적 평가와 박스 오피스 수익 참패를 했다.
왓츠는 구스 반 산트 감독의 미스터리 드라마 영화 《씨 오브 트리스》에 매슈 매코너헤이의 상대역으로 출연했고, 후지산의 “자살의 숲”에서 자살을 시도하는 미국인 남성의 아내 역할을 연기했다. 이 영화는 2015년 칸 영화제에서 공개되어, 황금종려상을 두고 경쟁했으나, 비평가들과 관객들에게서 극도의 혹평을 당했으며, 전해진 바에 의하면 관객들이 영화가 상영되는 동안에 야유를 보내고 비웃었다고 한다. 비평가 리처드 모우는 관객들의 반응이 “영화 제작팀에게 그들이 정확하게 무엇을 잘못했는지에 대해 반성을 위한 멈춤을 줘야한다” 촌평했다. 버라이어티의 저스틴 챙 역시도 영화에 대해 비판을 했지만, “굳건하게 움직이고 때로는 두려울 정도의 수동적 공격성”을 지녔기에 왓츠의 연기를 칭찬했다. 미국내에서 제한적 상영 배급 때문에 영화는 관객들에게 거의 보이지 않았다.
왓츠는 드라마 영화들인 《데몰리션》과 《어바웃 레이》에 출연했고, 두 영화 둘 다 2015년 토론토 국제 영화제에서 공개됐다. 장마크 발레가 연출하고 제이크 질렌홀, 크리스 쿠퍼, 주다 루이스가 출연한 《데몰리션》에서 고객 서비스 상담원 및 비탄에 빠진 질렌홀이 분한 투자은행가의 연인 역할을 연기했다. 영화는 제한된 극장 상영을 했고 전체적으로 엇갈린 반응을 받았다. 텔레그래프는 왓츠가 “이 신음하는 배역을 생기가 있는 거처럼 하기에는 역부족이었다” 라고 평가한 반면, 랩은 그녀가 “단아함에 재치와 슬픔을 갖춘” 연기를 하며, “곤란을 겪고 있는 싱글맘 역할을 감정에 이입하여 해냈다” 라고 느겼다. 게비 델랄이 연출한 《어바웃 레이》에선 패닝이 분한 젊은 트랜스젠더 남성의 어머니 역할로 수전 서랜던과 엘 패닝 같이 출연했다. 영화는 이전에 의도했던 2015년 9월 개봉 일정에서 연기되어, 2017년 5월에 선정된 극장에서 첫 공개가 되었다.
왓츠는 웨프너의 생애와 1975년 무함마드 알리와의 경기 내용을 전개하는 전기 스포츠 드라마 영화 《더 블리더》에서 헤비급 복서 척 웨프너의 두번째 부인 린다로 출연했다. 2016년 베네치아 국제 영화제에서 최초 공개되었고 다음 해 제한된 극장 상영을 했으며, 만장일치의 비평가들의 환호를 받았다. 버라이어티는 이 영화에 대한 리뷰로 “혈기 왕성한 바텐더가 그의 가장 쇠퇴기에 두번째 기회를 주는건 조금은 어색하지만, 그럼에도 혈기 넘치는 나오미 왓츠는 《파이터》의 에이미 애덤스에 행위를 주었다” 라고 썼다. 또한 2016년에 그녀는 스릴러 영화 《셧 인》의 주인공을 맡았고, 겨울 폭풍 기간 교외의 주택에서 자녀와 고립당한 심리학자 역을 연기했다. 영화는 크게 부정적인 평가를 받았고 월드와이드 수익 800만 달러를 벌었다.

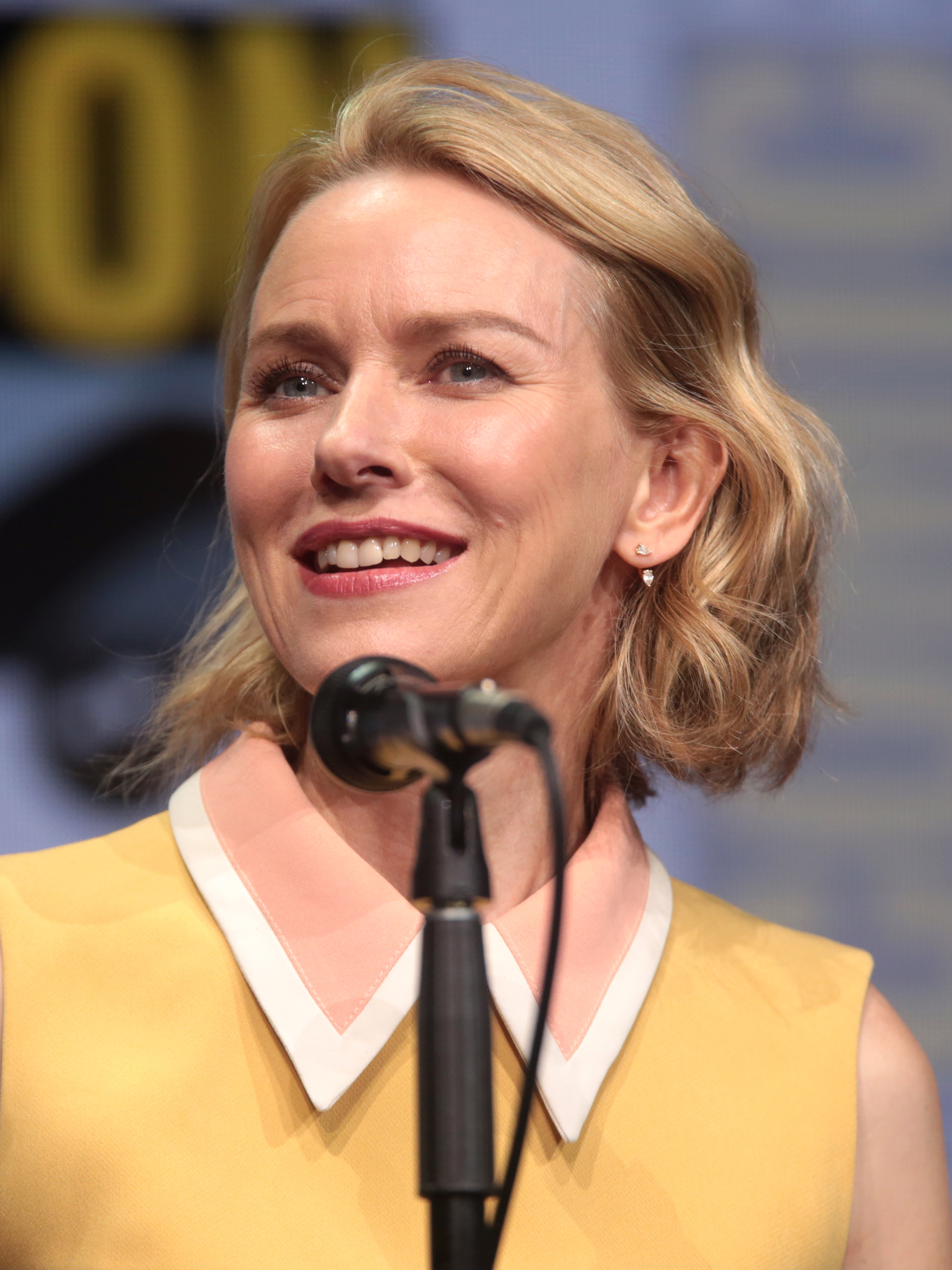
2017년에 《트윈 픽스》 홍보를 위해 코믹콘에 온 왓츠

2016년에 왓츠가 텔레비전 드라마이자 1990연대 동명의 프로그램의 연장 편인 《트윈 픽스》에 포함되었다는 것이 확인되었다. 이 드라마는 2017년 쇼타임에서 방영되었다. 또한 2017년에 넷플릭스의 드라마 《집시》에도 출연했다. 그녀는 드라마의 책임 프로듀서로도 참여했으며, “환자들의 삶에 있는 사람들과 위험하고 친밀한 관계를 만들어가기 시작한 심리 치료사” 역할을 연기했다. 《집시》는 한 시즌만에 넷플릭스에 의해 캔슬되었다.

## 개인 생활
왓츠의 아버지의 웃음 소리를 핑크 플로이드의 1973년 앨범 《The Dark Side of the Moon》의 곡들인 "Speak to Me"와 "Brain Damage"에서 들을 수 있다. 왓츠는 핑크 플로이드의 드러머 닉 메이슨의 핑크 플로이드의 자서전적인 앨범 《Inside Out》의 하드백/소프트커버 버전에 있는 어머니에 팔에 들린체, 아버지, 핑크 폴로이드의 멤버들, 제작팀과 함께 사진에 찍혔다.

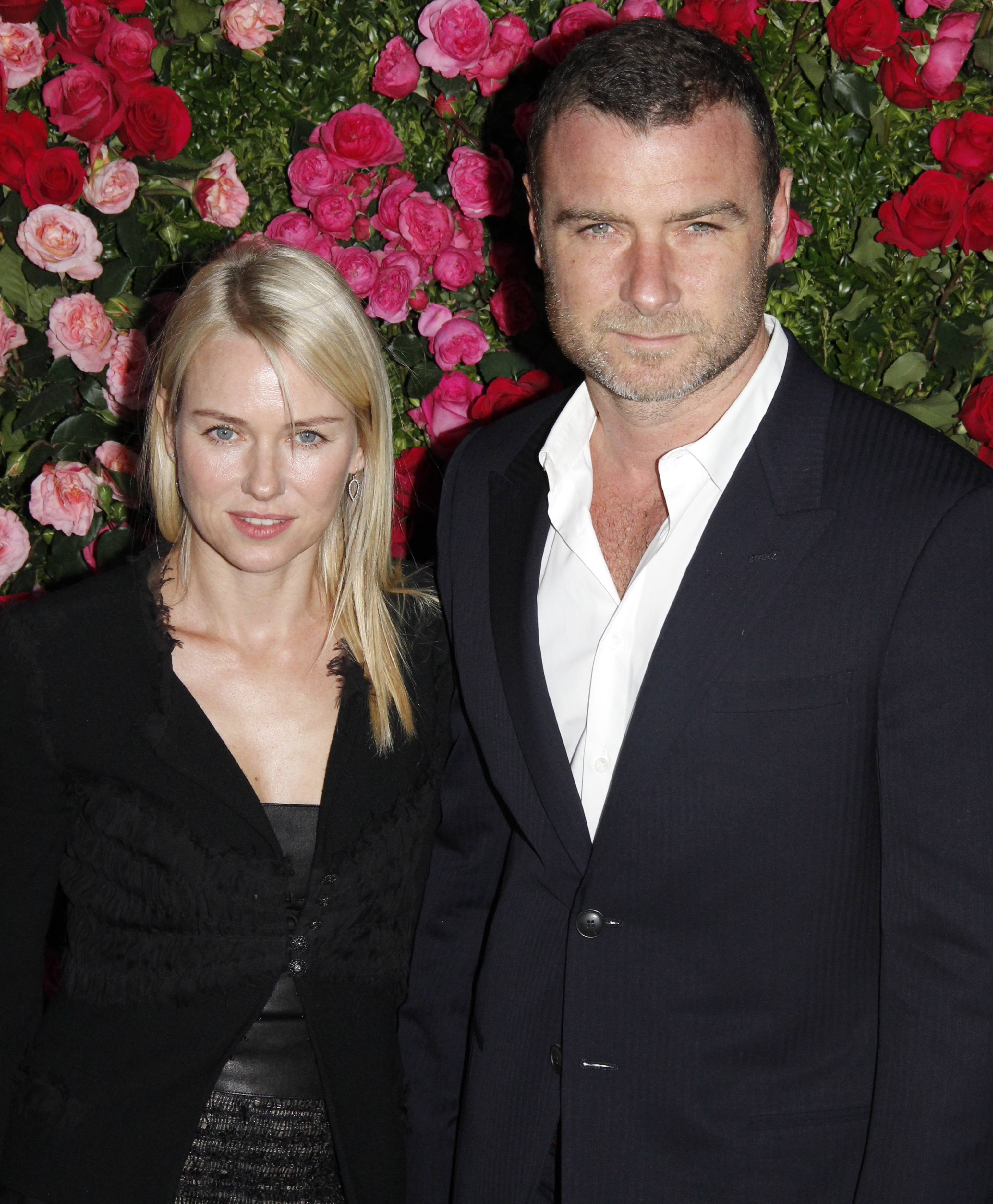
2012년에 당시 연인 리브 슈라이버와 왓츠

왓츠는 2002년 8월부터 2004년 5월까지 배우 히스 레저와 연인 관계였다. 2005년 봄에 왓츠는 배우 리브 슈라이버와 연애를 시작했다. 2007년 7월 로스엔젤레스에서 첫째 아들 알렉산더 “사샤” 피트 그리고 2008년 12월 뉴욕에서 둘째 아들 새뮤얼 “새미” 카이를 가졌다. 2016년 9월 26일에 왓츠와 슈라이버는 11년만에 결별을 알렸다.
그녀는 영화 《페인티드 베일》을 촬영하는 동안에 불교에 관심을 갖게 된 후, 개종을 했다고 여겨졌다. 그녀는 자신의 종교적 믿음에 대해서 “저는 조금의 믿음은 있지만 불교나 다른 종교에 독실한건 아닙니다"라고 말했다.
2002년에 그녀는 피플에서 발표한 "가장 아름다운 사람 50인"에 포함되었다.
2016년 2월에 그녀가 어린 시절을 보낸 외가의 농장 근처에 있는 웨일스 앵글시섬의 마흘트라이스의 작은 축구 클럽 글란라이스 FC의 명예 회장이 되기로 받아들였다는 것이 알려졌다.

## 자선 활동
2006년에 왓츠는 유엔 에이즈 합동 계획의 친선대사가 되었고, 에이즈 문제의 의식을 올리는데 도움을 줬다. 그녀는 이 질병을 갖고 사는 사람들에 대한 도움의 관심을 끌기 위해 자신의 높은 평판과 인지도를 사용했다. 왓츠는 제21주년 AIDS Walk를 포함한 행사들과 활동에 참여했다. 그녀는 AIDS Red Ribbon 시상식에 창립 회원으로 참석했다. 그녀는 기금 마련 캠페인에도 참여했다. 2009년 12월 1일, 왓츠는 유엔 사무총장 반기문과 만남을 갖고 2009년 세계 에이즈의 날 기념행사에 동참했다. 행사중에 그녀는:”HIV에 걸린 사람들을 비난받을 만한 이들이라 판단하고, AIDS를 확실한 죽음과 동일시하며, 부끄러운 질병이라 여겨지던 HIV 감염은 부적절하고 정당하지 않다고 여겨졌습니다. HIV로 인해 인생이 변화된 사람들에게서 저는 고결함과 희망이 가장 강하다는 것을 보았습니다”
2011년에 그녀는 오스트레일리아 출신 배우들인 휴 잭맨, 아일라 피셔와 같이 2010년 아이티 지진의 피해자들을 돕기 위한 기금 마련을 위한 뉴욕시에서 열린 자선 폴로 대회에 참석했다.